# Coenonympha mixturnata
Coenonympha mixturnata är en fjärilsart som beskrevs av Alphéraky 1897. Coenonympha mixturnata ingår i släktet Coenonympha och familjen praktfjärilar. Inga underarter finns listade i Catalogue of Life.